# Leopoldów (przystanek kolejowy)
Leopoldów – przystanek kolejowy w Leopoldowie, w woj. lubelskim, w Polsce.
4 kwietnia 2025 rozpoczęła się rozbiórka nieużywanego budynku stacyjnego, jednak po kilku dniach została wstrzymana na skutek protestów mieszkańców.

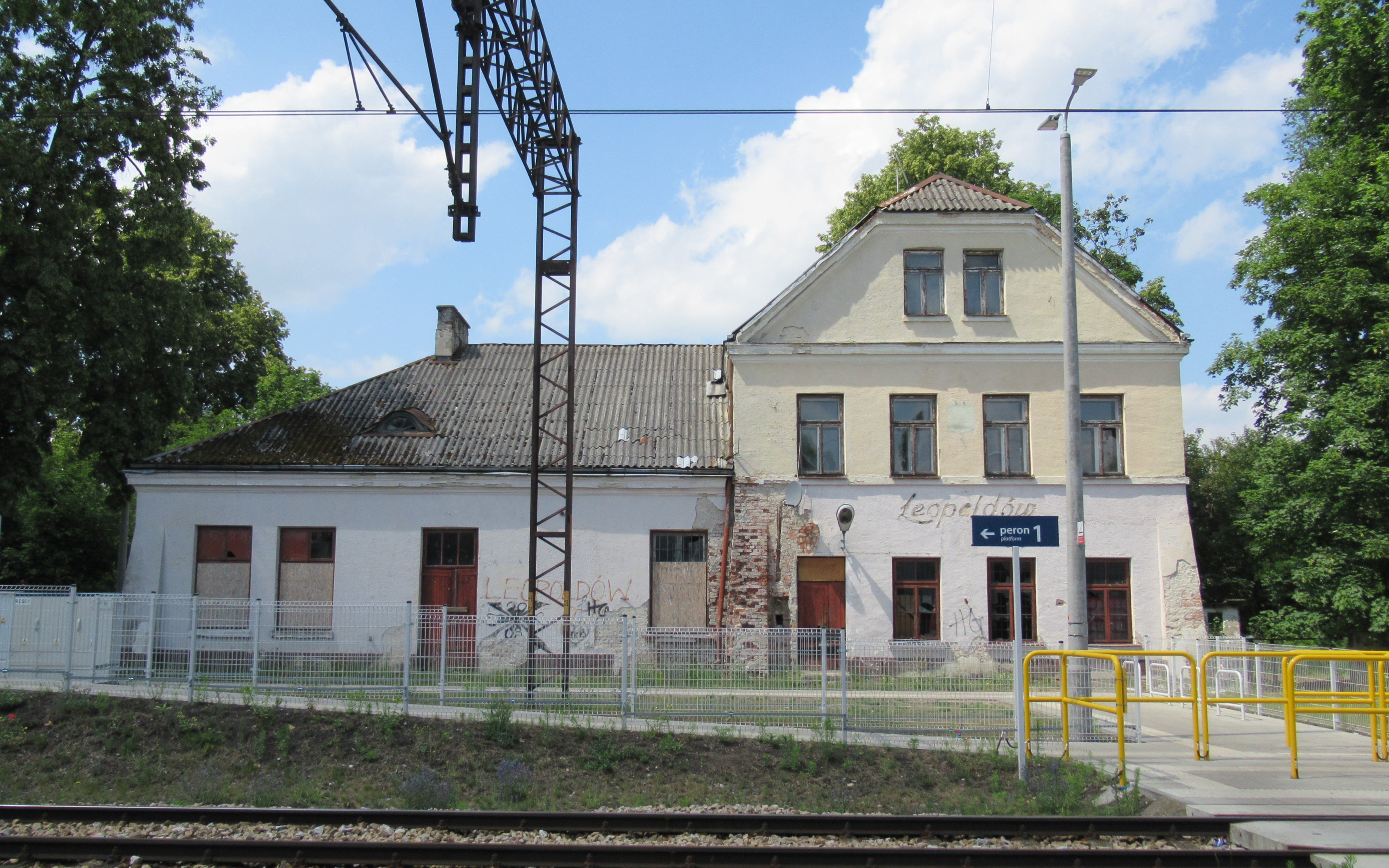
Budynek stacyjny w roku 2024

## Ruch pasażerski
| Rok  | Wymiana pasażerska na dobę |
| ---- | -------------------------- |
| 2017 | 20-49                      |
| 2022 | 20-49                      |